# Picher

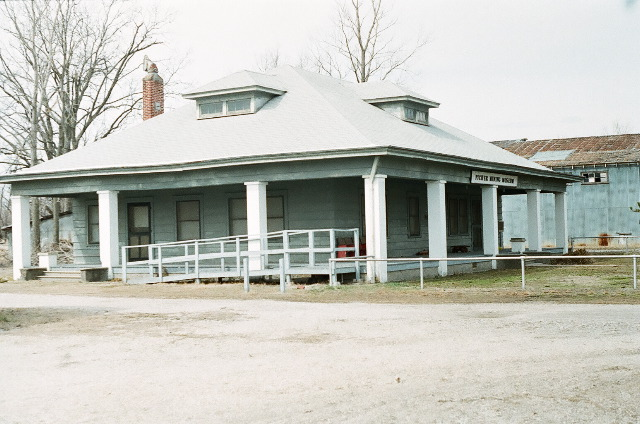
Museu da empresa mineira que originou muitos empregos, mas também deu origem a um grave problema ambiental que obrigou a evacuação dos habitantes da cidade em 2009-2010

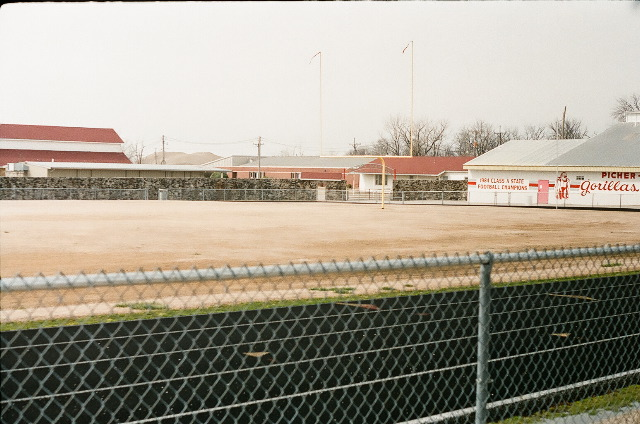
Estádio da antiga escola secundária Picher-Cardin encerrada tal como as duas localidades por motivos ambientais em 2009.

Picher é uma cidade fantasma localizada no estado norte-americano de Oklahoma, no Condado de Ottawa.

## Demografia
Segundo o censo norte-americano de 2000, a sua população era de 1640 habitantes.
Em 2006, foi estimada uma população de 1633, um decréscimo de 7 (-0.4%).
Em 2010, tinha apenas 20 habitantes (que ainda não haviam recebido nesse ano) as indemnizações). Em 2012, restavam apenas 1-2 habitantes, todos os outros aceitaram as propostas monetárias para se retirarem, devido aos elevados níveis de toxicidade, derivadas da exploração de minas de chumbo e zinco,durante várias décadas e que contaminaram o solo e a água da cidade.O mesmo acontecendo com vizinhas cidade de Cardin e Douthat do mesmo estado de Oklahoma e também com Treece, no vizinho estado do Kansas. Em 9 de junho de 2015, Linderman, o único residente nesta cidade fantasma morreu, ficando Picher completamente abandonada.

## Geografia
De acordo com o United States Census Bureau tem uma área de
5,8 km², dos quais 5,8 km² cobertos por terra e 0,0 km² cobertos por água. Picher localiza-se a aproximadamente 248 m acima do nível do mar.
Em 2008, a cidade foi sacudida por um tornado, mas não foi o tornado que acabou com a cidade, mas sim razões ambientais, provocada pela exploração de minas de minérios que se descobriram ser muito nocivas para a saúde humana. A cidade foi quase totalmente abandonada entre 2009-2010, devido aos problemas de  elevada toxicidade devido à exploração de umas  antigas minas de chumbo, zinco e ferro, durante vários anos pela empresa Tri State Zinc and Lead Ore Producers Association Office. A localidade ficou fantasma em 2009, devido às indemnizações oferecidas pela EPA (Agência  Ambiental dos Estados Unidos da América) por causa da toxicidade do solo e da água, devido ao abandono em céu aberto do que restou das antigas minas de chumbo, zinco e ferro. Em abril desse ano, a população votou pelo encerramento da escola, tendo as aulas terminado em maio. Em julho de 2009, encerrou a estação de correios (que assinala quase sempre o fim de uma localidade nos Estados Unidos, quase todas as cidades se tornaram fantasmas, quando o posto de correios encerrou) e em 1 de setembro, o município foi também extinto.
Em 2011, quase todos os edifícios comerciais foram demolidos, exceto a farmácia da antiga mina, cujo proprietário Gary Linderman se recusava a abandonar. Em 2014, apenas possuía 1 habitante, o proprietário da farmácia da mina, Gary Linderman, falecido aos 60 anos, em 9 de junho de 2015, ficando Picher com 0 habitantes.

## Localidades na vizinhança
O diagrama seguinte representa as localidades num raio de 8 km ao redor de Picher.